# Shōsen-kyō
Shōsen-kyō (jap. 昇仙峡 Shōsen-kyō) – przełom rzeki Ara-kawa w pobliżu miasta Kōfu w Japonii, część Parku Narodowego Chichibu-Tama-Kai. Rozciąga się na przestrzeni 4 kilometrów wzdłuż środkowego biegu rzeki Ara-kawa, od mostu Nagatoro do wysokiego na 30 m wodospadu Senga-taki. 

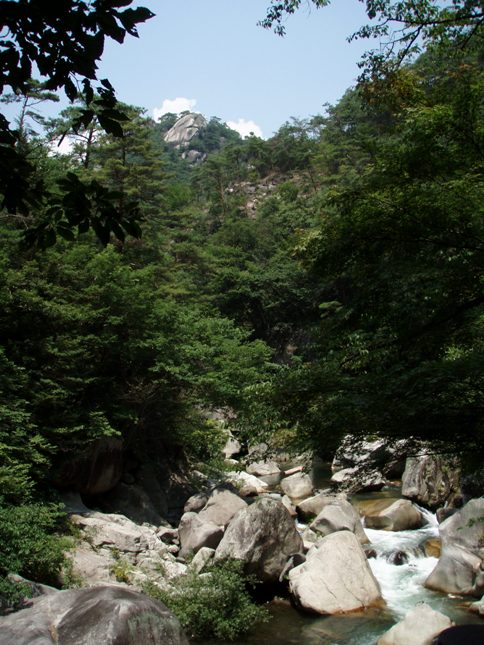
Shōsen-kyō

Wśród wielu występujących tam form skalnych, największą jest Kakuenbō o wysokości 180 m. Dolina jest odwiedzana masowo jesienią ze względu na bogactwo kolorów liści. Ponad wodospadem znajduje się mała wioska, z dolną stacją kolejki linowej, wiodącej do punktu obserwacyjnego, oferującego w pogodne dni panoramiczne widoki japońskich Alp Południowych i góry Fudżi.